# Боуден-трос

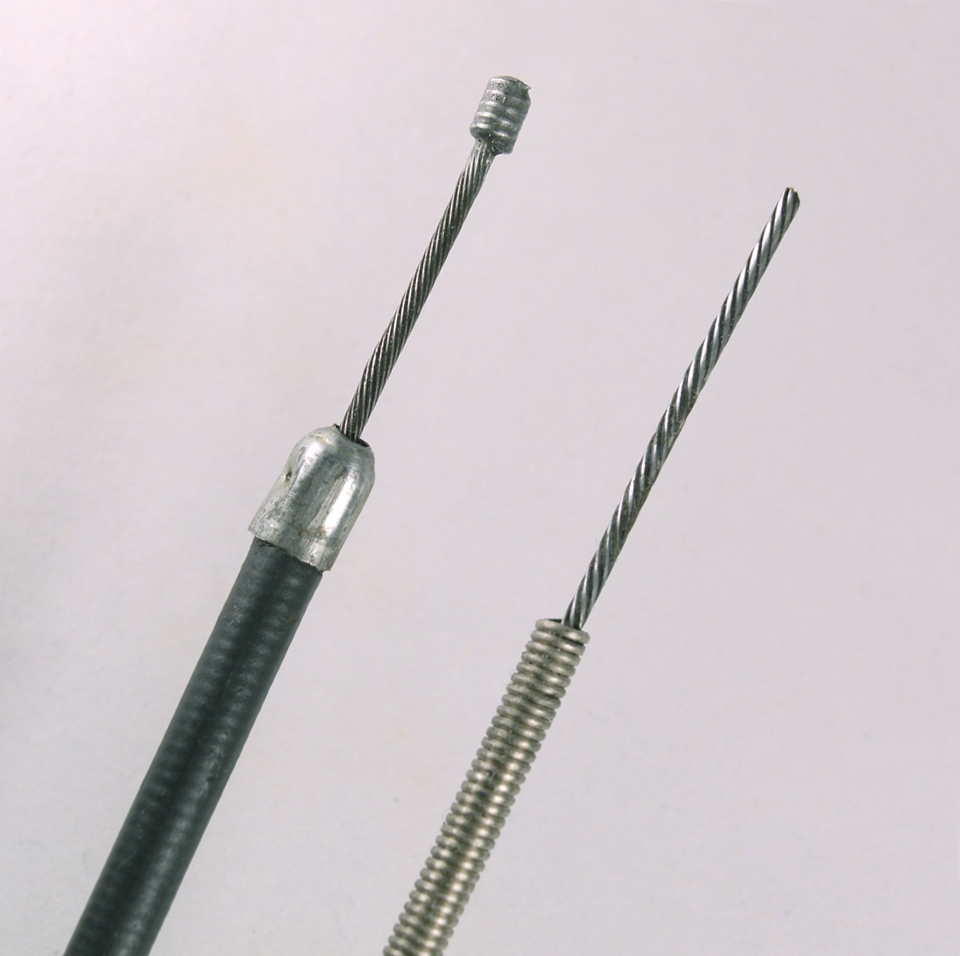
Різновиди боуден-тросу: зі сталевою зовнішньою оболонкою і пластиковим захисним шаром, та без пластикового покриття.

Боуден-трос, або боудентрос, боуден (англ. bowden cable) — гнучкий трос, який використовується для передачі механічної сили шляхом переміщення тросу всередині гнучкої нерухомої оболонки.

## Загальні відомості
Оболонка класичного Боуден-тросу намотана зі сталевого дроту, зазвичай покрита захисним шаром з пластику (до 1950-х років на мотоциклах застововувалась оплітка з тканини). Кінці оболонки мають сталеві ковпачки з отвором для внутрішнього тросу. Для зменшення тертя внутрішній трос змащують густим мастилом. У сучасних конструкціях для цієї мети використовують внутрішний трос з тефлоновим покриттям, або пластикову трубку в середині оболонки.
Боуден-трос передає зусилля лише в одному напрямку (тягне), у зворотнє положення його повертає пружина механізму на який діяв трос. Як виняток при передачі незначних зусиль (наприклад в спусковому тросі механічного фотоапарата) він може працювати на стиск.
Налаштування (припасування довжини) Боуден-тросу у механізмі виконується за допомогою болту з наскрізним отвором, який при обертанні збільшує або зменшує ефективну довжину оболонки. Відповідно, трос при цьому натягується або послаблюється.

## Застосування

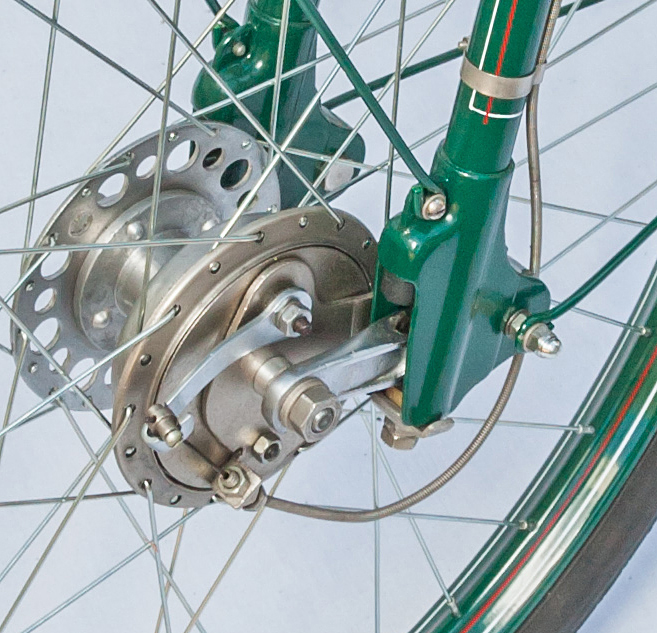
Боуден-трос, як привід гальм мопеду. Видно болт, для регулювання ефективної довжини оболонки тросу.

- Частина механіки велосипедів, мотоциклів та інших транспортних засобів. Трос гальма, зчеплення, перемикання передач тощо.
- У різноманітних механізмах, де є потреба передачі тягнучого зусилля та ускладнено застосування прямої жорсткої тяги.
- Спусковий «фототросик» — у плівкових фотоапаратах.

## Історія
Існує певний міф та плутанина у питанні про авторство винаходу.
Боудентрос названо на честь британського винахідника, Ернеста Монінгтона Боудена (Ernest Monnington Bowden, 1860—1904). Він запатентував свій винахід як частину конструкції велосипедного гальма в 1896 р. (англійський патент № 25,325 і патент США № 609,570) , також про винахід було повідомлено в Automotor Journal 1897 р.
Дехто помилково вважає автором цього винаходу його однофамільця — Франка Боудена (Sir Frank Bowden), засновника компанії Raleigh Bicycle Company. Орієнтовно у 1902 році, він почав замінювати жорсткі тяги на гнучкі троси у механізмі гальм велосипедів власного виробництва.